# Стефан Бошкович
Стефан Бошкович (на черногорски: Stefan Bošković) е черногорски сценарист, драматург и писател на произведения в жанра драма и трилър.

## Биография и творчество
Стефан Бошкович е роден на 15 февруари 1983 г. в Титоград (Подгорица), Черна гора, СРФЮ. Завършва гимназията по музика „Васа Павич“ в Подгорица. Следва в Музикалната академия в Цетине и завършва през 2010 г. специалност драматургия във Факултета по драматични изкуства в Цетине, в класа на проф. Стеван Копривица.
Прави литературния си дебют през 2010 г. с пиесата „Добра муха“ (Doba muva) в литературното списание „Ars“ и в антологията „Нова черногорска драма“. Автор е и на разказите: „На смъртта“ (2013), „Моите любими неща“ (2013) и „Прозрачни животни“ (2014), публикувани в списанията Quest и Ars.
През 2013 г. романът му „Шамаросване“ получава втора награда в конкурса за „Най-добър непубликуван роман в Черна гора“ за 2013 г. Романът е издаден през следващата година. Чрез историята на главния герой Максим, университетски преподавател и неуспял киносценарист, пишещ еротични разкази за украинско порно-списание, писателят представя темата за интернет като форма на отчуждение и свързаното с него обсебването от порното – с неговите сюжети и герои, с разрушителното му действие спрямо отношенията с близките хора.
През 2016 г. печели втора награда на фестивала „Европейски кратки истории“ с разказа си „Мода и приятели“. Разказът му „Прозрачни животни“ е включен в антологията „Най-добра европейска литература 2019“.
През 2019 г. е издаден романът му „Министър“ (Ministar). В него представя деветте бурни дни от на Валентин Ковачевич – министър на културата на Черна гора, в които той се бори с трудностите на бизнес натиска, културните обичаи, а администрация и неизбежното дъно на семейните отношения. Чрез гротескната политическа сатира разглежда въпросите на политическия и социален преход, ролята на националната култура в съвременното общество, пропастта между политическия елит и гражданите, и ролята на индивида в играта на статут и власт. Книгата получава наградата за литература на Европейския съюз за 2020 г. и наградата на CEI за млади писатели 2021 г.
Автор е на сценария за документален филм за черногорския художник Дадо Джурич, на сценарий на късометражните игрални филм „Кървава смърт“, „Пелоид“, „Пътят" и „Мартин“, и на късометражни студентски филми във FDA, Цетине. Той е един от основателите на Алтернативна театрална активна компания (АТАК).
Стефан Бошкович живее със семейството си в Подгорица.

## Произведения

### Самостоятелни романи
- Šamaranje (2014)[1][2][3][4]
Шамаросване', изд.: ИК „Персей“, София (2021), прев. Таня Попова
- Ministar (2019) – награда за литература на Европейския съюз и награда на CEI за млади писатели

### Сборници
- Transparentne životinje (2017)[1][2][3][4]

### Пиеси
- Doba muva (2010)[1][2][3][4]

### Разкази
- Na samrti (2013)
- My favorite things (2013)
- Transparentne životinje (2014)

### Екранизации
- 2015 Umir krvi – късометражен
- 2016 Ispod mosta, na travi, medju stijenama – съсценарист
- 2016 -2019 Dojc Caffe – тв сериал, 19 епизода
- 2018 The Road – тв филм
- 2018 Peloid – късометражен
- 2021 Jecam zela – късометражен
- ?? Martin – късометражен